# Cystidicola beatriceinsleyae
Cystidicola beatriceinsleyae is een rondwormensoort uit de familie van de Cystidicolidae. De wetenschappelijke naam van de soort is voor het eerst geldig gepubliceerd in 1969 door Holloway & Klewer.